# Dipseudopsis indica
Dipseudopsis indica är en nattsländeart som beskrevs av Mclachlan 1875. Dipseudopsis indica ingår i släktet Dipseudopsis och familjen Dipseudopsidae. Inga underarter finns listade i Catalogue of Life.